# それゆけ!宇宙戦艦ヤマモト・ヨーコ
『それゆけ! 宇宙戦艦ヤマモト・ヨーコ』（それゆけ うちゅうせんかんヤマモト・ヨーコ）は、庄司卓著のSFライトノベルである。イラストは赤石沢貴士で、1993年から富士見ファンタジア文庫で刊行されていたが最終巻を残して連載中断し、2010年に朝日ノベルズから「完全版」として再開し2013年に完結した。
メディアミックスも行われており、漫画化・アニメ化もされた。また、各メディア作品においては独自のキャラクターデザインで描く形を取る。

## あらすじ
相対未来の30世紀を舞台に、銀河に進出した人類の二大勢力であるTERRAとNESSの間で繰り広げられている人の死なない戦争に、主人公である現代世界の女子高生山本洋子とその仲間達がTERRAの宇宙戦艦のパイロットとして活躍するというストーリーである。現代の舞台は足立区綾瀬。
宇宙のあちこちには30世紀人類文明をすら遙かに超越する技術を持った超古代星間種族「オールドタイマー」の残した遺産が散らばっており、この遺産の争奪戦も軸の1つとなっている。
作品の中にはアニメやテレビゲームに関連するネタが各所に盛り込まれており、この作品の特徴の1つでもある。

## 登場人物

### TERRA関係者

#### エスタナトレーヒ・チーム
山本洋子（やまもと ようこ）
声 - 高山みなみ
本作の主人公。現代世界から相対未来の30世紀へ、戦艦のプレイヤーとしてスカウトとされた最初の女子高生。成績優秀、スポーツ万能（アニメ版では運動部からたびたび助っ人に借り出され、みよね椎のコミック版ではバスケットボールの授業でその身長にもかかわらずダンクシュートを決めた）と、本人曰く、忙しい学校生活を送っている。また料理、裁縫など様々な分野に長けている他、演劇でもプロ顔負けの演技力を発揮し、学園祭ではシェークスピアの「お気に召すまま」のロザリンド役を見事に演じていた。唯一の欠点は欧米的な自己主張が強すぎる性格で、学校の教師からは厄介者扱いされている。原作においてアメリカで暮らしている祖母に、「その性格から日本社会に溶け込めないだろうから、大学、就職はアメリカに戻って来い」と言われていた。一方で同級生たちの間、取り分け女子生徒からは学年を問わず圧倒的な人気を誇っており、バレンタインデーの時には大量のチョコレートが贈られてくる（同性愛者の女生徒から贈られたチョコには、かなりいかがわしい内容の手紙が添付されていた）。
地元では名の通ったゲーマーでもあり、シューティングゲームで培った反射神経を駆使した操艦術で多くの艦を撃沈。途中からの参戦、特殊なミッションに駆り出されることが多かったために年間撃墜王には届かなかったものの、瞬く間にTERRAのエースパイロットとなった。
切れ長の眼（緑がかった色とされる）から猫のようなイメージをもたれることがあり、自身も猫を飼っているが彼女自身「猫」呼ばわりすることを毛嫌いしている。
ベルギー系アメリカ移民のクォーターで小学生までアメリカで暮らしていた帰国子女。日本の戸籍上は山本洋子であるが、フルネームは Yohko Dolores Asami Darlton Yamamoto（ヨーコ・ドロレス・アサミ・ダールトン・ヤマモト）となり、アメリカ時代「ヨーコ」という名前を呼びづらかったそちらの親類や友人によって「ドロレス」(Dolores)というミドル・ネームで呼ばれていた。帰国後はそのことをひた隠しにしていたが理由は「ドロレス」の変形愛称に「ロリータ」が存在するため。
プロ野球「読売ジャイアンツ」のファンである。ゲームフリークではあるが真性のシューターであるためRPG、とりわけ「京都の花札屋」（任天堂を指す隠語）の製品を激しく嫌悪しており、同級生が学校に持ってきた新品のゲームソフトを校舎の2階の窓から校庭に投げ捨てた事もある。RPG嫌いの原因は不明だが、漫画版では「めんどくさいから」という理由で迷路型要塞の通路を一直線にぶち破ってきていることから、頭を使う類のゲームが苦手な模様。ゲームフリークとしては「北綾瀬の最終兵器」「ポリゴンの女王」などの通り名で呼ばれ、「京都を嫌わせれば羽田にも負けない」（それぞれ任天堂とセガを指す隠語）と言われる。
メオ・トロルのフーリガーとローソンの2人を憎からず思っているようだが積極的な行動に出ることは少なく、それが紅葉の気を揉ませている一因にもなっている。一方でルージュがフーリガーに恋心を持っている事には気付いており、自分がフーリガーとダンスを踊った事をルージュにバラしてしまった時は彼女の怒りを恐れて狼狽するなど、他人の恋愛感情には敏感な部分がある。
3月6日生まれ、16歳。身長156cm。血液型AB型。嫌いな食べ物は納豆、のり、生卵（ただし、テレビアニメの6話では自分で握ったおにぎりにのりが巻いてあった）。
乗艦は火力に特化した特一級打撃戦艦「TA-29 ヤマモト・ヨーコ」。サポートAIの名前は「アソビン教授」。
出撃時のセリフは「Get Ready Go!」、口癖は「誰にケンカ売ったか教えてあげるわ」。
御堂まどか（みどう まどか）
声 - 林原めぐみ
中学時代は器械体操の選手で、オリンピックの候補に上がる程の実力の持ち主でもあったが、それ以外の運動は苦手で全く泳げなかったり、スキーができなかったりする。負けず嫌いな性格のため洋子に対するライバル意識も強く、そのことで度々衝突することがある。
実際は結構なアニメオタクでもあり、アニメ関連の知識は豊富で、彼女の発言の中にもアニメのネタが含まれていることも多い。長身で大人びたルックスであるにもかかわらずフリルのついたピンクハウス系の衣服を好んでいる。
同人誌も執筆し、盆暮れにおける晴海・有明の時期には大騒ぎする。その際にはチームの仲間を問答無用で修羅場に引きずりこみ、アシスタントとしてこき使い栄養ドリンク攻めにすることがある。また、その手の業界ではそこそこの知名度があるらしく、文化祭で出品作品に因縁を付けてきたオタクを一喝して追い返している。
広いおでこが特徴であり、それをよく洋子に茶化される他、レッドスナッパーズからも「オデコ」と呼ばれている。アニメ版では過剰なまでに、おでこが鏡のように反射したり、光り輝いたりする演出がとられる。
メオ・キャケルのバーニナーに恋心を抱いており、原作では恋のライバルとしてメオ・ニスのルブルムが登場して以降は過激な取り合いをすることになる。また、後輩の光に抱きつかれた時はルージュにそっちの趣味を疑われた。
9月10日生まれ、16歳。身長170cm。血液型O型。
乗艦は高速戦闘に特化した特一級高速戦艦「TA-25 ミドー・マドカ」。サポートAIの名前は「コーチ」
出撃時のセリフは「行きまーす!」。
白鳳院綾乃エリザベス（はくほういん あやの エリザベス）
声 - 宮村優子
古流武術白鳳院流の達人。綾乃エリザベスという名前であるが洋子とは違い純粋な日本人である（ミドルネームのようなもの）。
祖父と両親がイギリスに白鳳院流の道場を開く関係もあってイギリスで生まれ育った。また両親が時たまアメリカにも武術を教えに行くこともあり、その時に洋子と知り合いになった。
性格は素直であるが、祖父にあらぬことを吹き込まれてコスプレをさせられることもある他、押しに弱い一面もある。洋子曰く「着せ替え娘」。原作では武道家として育ったためか常に冷静沈着だが、テンツァーが絡むと情緒不安定になることもあった。テレビアニメ版ではやや引っ込み思案な性格で洋子に憧れと劣等感を抱いており、終盤で洋子達と袂を分かって対決する。また、行動パターンが全く読めないロートに苦手意識を持っており、漫画版では彼女の艦を見ただけで平常心を失っていた。
古流武術の達人だけあって近接格闘戦では圧倒的な強さを持っており、銃を装備したプロの工作員数名を瞬時に叩きのめしたこともある。常識的に考えてもかなり無茶な行動で、戦いの後洋子に泣きながら「怪我をしたらどうするの!?」と詰め寄られた。
1月24日生まれ、16歳。身長160cm。血液型B型。食べ物は和食を好み毎日納豆を食べる習慣がある、更に猛暑でも熱いほうじ茶を飲んでいる。またアニメでは煎餅を食べる描写があった。
乗艦は「格闘」戦に特化した特一級格闘戦艦「TA-27 ハクホーイン・アヤノ・エリザベス」。サポートAIの名前は「お師匠様」。
出撃時のセリフは「いざ、参る!」。
松明屋紅葉（かがりや もみじ）
声 - 新山志保（OVA版・ドラマCD版） / 雪乃五月（テレビアニメ版）
大衆演劇の座長を母に持ち、全国各地を公演し回っていたが、演劇に対する考えの違いで母親とは衝突していた。最初はパイロットになることを拒んでいたが、洋子達の説得や似たような境遇のメオ・ニスのエリュトロンとの出会いから自分もパイロットとして宇宙戦争に参加することを決意する。
将来の夢はハリウッド並のアクション映画を作ることで、学園祭では自主制作の映画を公開している。ポニーテールで背が高く、大衆演劇時代にくノ一役を好演していたことがある。ゲームやアニメには明るくないが、映画に関しては豊富な知識を持っており、アクション以外のジャンルも網羅している。
和歌山県生まれであり関西弁をしゃべる。エリュトロンとはかなり良い仲であるが、あまりにも仲が良すぎるため実は怪しい仲ではないかとからかわれることが多い。
ローソンに好意を寄せているが、ローソンの洋子に対する感情、洋子のローソンに対する感情が不鮮明なために思い切った行動に出られずにいる。一方でお節介焼きな一面もあり、バーニナーに思い切った行動ができないでいたまどかの後押しをしたことがある。
1月1日生まれ、16歳。身長168cm。血液型A型。
乗艦は艦載機を大量に搭載した特一級強襲空母「TA-23 カガリヤ・モミジ」。サポートAIの名前は「AD」。
出撃時のセリフは「アクション!」。
1998年からOVA版、ドラマCD版での担当声優の新山志保が病気で休業していたため、テレビ版では声優が雪乃五月に変更されている。
カーティス・ローソン
声 - 松本保典
タイラント艦隊エスタナトレーヒ分艦隊所属のエンジニアで、TA-2系列艦のデザイナー。洋子達を宇宙戦艦に乗せた張本人。優秀な技術者で、様々な新装備を開発してTA-2系列艦を完成させたものの、TERRAのトッププレーヤーでさえも扱うことのできない艦となってしまった。学生時代はグレッグ・サイモン教授について応用時間工学に携わり、その頃に開発を指揮した事象転換機「クロノスプレインシステム」を使って、相対過去の20世紀から洋子達をスカウトした。
天才的頭脳と技術の持ち主であるが、性格は飄々としていてつかみどころのない部分がある。また壊滅的なまでにファッションセンスがないため上下がまったくかみ合わない服装を身に付けて20世紀に現れる事も多い（その都度、洋子達に苦笑されている）。原作と漫画版では容姿がかなり異なっており、原作ではエンジニアである事を強調した容姿だったが、漫画（角井版）ではメガネをかけるなど、科学者の部分を強調した容貌となっている。
ゼナ・リオン
声 - 勝生真沙子
パドック艦エスタナトレーヒとエスタナトレーヒ分艦隊を預かる指揮官。「リオン提督」と呼ばれ、部下からの信頼も篤いが、ローソンや洋子たち女子高生プレイヤーという優秀ではあるが個性の強い面々の扱いには手を焼いている。
アニメ版においては、かつてフーリガーとも互角に戦った歴戦のプレイヤーであった過去が明かされ、ゼンガートーナメントにおいては、フーリガーとタッグを組んで洋子達と戦った。

#### その他のTERRA関係者
ドワイト・サザーランド
TERRA連合艦隊最高司令。気さくな性格でかつて教官時代に教え子であったリオン提督を「ゼナちゃん」と呼ぶ。

### NESS関係者
頭に付くのは氏族名（メオ、マオ、メリなど）である。

#### レッドスナッパーズ
メオ・ニスのルージュ
声 - 玉川紗己子
ニス家の長女でNESSの味方潰しとも言われる「レッドスナッパーズ」のリーダー。見かけは長身で金髪の美女、自慢は自称バスト96cmのナイスバディー（ただしロートの計測では92cmという説がある）。得意なことは高笑い。メオ・トロルのフーリガーが好きで、日々妄想を繰り広げており、また洋子のことを一方的にライバル視していて「打倒・山本洋子」に全力をかけているが、それが実を結んだことは一向に無い。その為、一般的には弱い印象を持たれがちだが、実際にはオットーが一目置くほどの実力を持っており（オットー曰く「レッドスナッパーズの戦績の不振は相手（洋子達）が悪すぎただけ」）、フィッシュチームの弱点を看破してTERRAのチームに勝利をもたらしている。
単なるネタキャラではなく、年齢に見合った大人の対応をすることもあり、その点は洋子に評価されている。一方で家族を捨てた実父のマーカスには憎悪を抱いており、何らかの形で決着を付けようと考えている。
テレビアニメ版では原作とは逆の沈着冷静でクールな性格になっており、初対戦の時にエスタナトレーヒ・チームを全滅させるなど相当の手練れとして描写されている。しかも、オールドタイマーの遺産に触れた事で、洋子が過去から来た人間である事を知った者でもある。
7月21日生まれ、21歳。身長174cm。血液型A型。
乗艦は鯛をイメージしたドラーダのカスタム艦であるレッドスナッパースペリオール（【完全版】での名称は、レッドスナッパー・プリモ）。
「ルージュ」はフランス語の「赤」の意。
メオ・ニスのロート
声 - かないみか
ニス家の次女。ルージュと同じく金髪で、髪型をツインテールにしている。見かけはブリッコで何も考えていないように見えるが、実はかなり頭が良い（らしい）。策略と企み（と小細工）を得意とするが、言葉足らずで説明不足な上に、仕掛けた策略が本人にも予想外の事態に発展する事が多く、それが姉妹達の足を引っ張ってレッドスナッパーズの連敗に繋がっている。また、後先考えずに作戦を実行して自滅する事も多く、「策士、策に溺れる」を地で行っている。かなり能天気な性格で、姉妹の中では一番幼い印象を与えているが、姉妹達からはあまり信用されておらず、ルージュから鉄拳制裁を受ける事もしばしば。手先が壊滅的なまでに不器用で、料理を行おうとしただけでパドック艦が大火災になった事がある。他にも漫画版オリジナルのエピソードでキャビンの掃除をするだけで、掃除が終わらないとごはんが食べられないが、時間がかかるという考えでキャビンを丸ごと燃やした。
身のこなしが素早い部分があり、取り押さえようとした綾乃の攻撃を悉く避けて、彼女に苦手意識を植え付けている。
5月30日生まれ、19歳。身長162cm。血液型O型。
乗艦はドラーダカスタムで当初レッドスナッパースピリッツと称していたが、戦闘中に大破し大規模改修が行われたため後にチェリースナッパーと改称する。
「ロート」はドイツ語の「赤」の意。
メオ・ニスのルブルム
声 - 野上ゆかな
ニス家の三女。見かけはパンクなベリーショートなのだが、姉妹の中では一番の常識人。髪は本来姉達と同じ金髪なのだが、青く染めている。戦闘では成績も良いが常に姉たちに振り回されているため、その存在はあまり目立たない。原作ではメオ・キャケルのバーニナーのことが好きで、そのため同じくバーニナーのことが好きなまどかとは諍いが絶えなかった。アニメでは設定が変わっていて、まどかとの接点は一切なくなっている。
9月19日生まれ、17歳。身長167cm。血液型B型。
乗艦は同じくドラーダカスタムで、レッドスナッパープルミエールからクリムゾンスナッパーと改称している。
ルブルムはラテン語の「赤」の意。
メオ・ニスのエリュトロン
声 - 鈴木真仁
ニス家の四女で末っ子。3人の姉達と違い物静かで、家庭的な人物である。姉妹の中で唯一黒髪。内省的に過ぎるところがあり、自分をオマケや落ちこぼれと断じてふさぎ込むことも多い。そうしたコンプレックスや「闘いたくない」という想いが強く、戦闘ではしばしば恐慌をきたし暴走、本来持ち合わせている高い操艦技術によって敵味方を問わず攻撃するため、NESSの味方潰しと呼ばれる一因を担っていた。さらにロートがエリュトロンを強制的に暴走させるための仕掛けをレッドスナッパーエクストラに施していたが、紅葉が初参戦したクリスマスの決闘の際に取り外されている。だが亡き母と似た紅葉と出会い、強い友情で結ばれたことにより、人格的にもプレイヤーとしても成長し始めている。また、アロイスに淡い恋心を抱いている。
2月20日生まれ、16歳。身長152cm。血液型AB型。
乗艦は同じくドラーダカスタムでレッドスナッパーエクストラからルビースナッパーと改称している。
「エリュトロン」はギリシャ語の「赤」の意。

#### その他のNESS関係者
メオ・トロルのフーリガー
声 - 江原正士
NESSのエースパイロットにしてパドック艦メオ18の指揮官でもある。原作では初期のライバルキャラとしてパイロットとしての登場が多いが、アニメ版では早い段階からレッドスナッパーズが登場しているので最初から司令官として登場。また年齢や性格も変更されている。
没落したトロル家再興のために、洋子を倒すことに執着していたが、現在では再興云々といった事には拘っていない。
プレイヤーとしての腕だけでなく、非常に公正明大な性格であるため、NESSの若手だけでなく、両勢力の艦隊司令長官からも覚えがめでたい。ただし、当人は、既に影響力が1プレイヤーとしての立場を超えていることに疎い部分があり、その事を兄から心配されることになる。
NESSの改革を志しているが、評議会や既得権益に固執する長老達の妨害に加え、NESSの氏族制度に縛られて身動きが取れない状況となっている。アニメ版においても、穏健派の代表格と見られていたが、強硬派のゼンガーによって失脚させられている。
乗艦はカツオをイメージした高性能艦スキップジャック。
メオ・キャケルのバーニナー
フーリガーの副官。
乗艦はカジキをイメージしたエスパドン。一見真面目風だが、NESS元老院直轄の倫理艦隊に潜入する際に（マーカスに奨められて）派手なマスクを被るなど若干天然系。
メオ・ママンのオットー
若き天才科学者で、戦艦開発計画「プロジェクトR」の中心人物。TERRAの天才と呼ばれるローソンに対してライバル心を抱いており、「クロノスプレインシステム」と同調する機械「クロノスシンクロン」を作成し20世紀からフィッシュチームをスカウト。プロジェクトRのフェイズ2試作艦を運用する。
人当たりが良い印象を受けるが、実際には冷徹で厭世家。自分以外の人間を全く信用しておらず、フィッシュチームもプロジェクトRの成果を確認するための道具としか見なしていない。ローソンと洋子をライバル視して自分が開発した戦艦で何度も挑戦しているが、悉く返り討ちにあっている。
メリ・スハンのゼンガー
声 - 麦人
テンツァーの祖父。老い先短いことを自覚しており、自らの望む未来を渇望する。
メリ・スハンのテンツァー
声 - 林延年
やんちゃな小僧。祖父のゼンガーにはたびたび反発し、NESSにとって重要な「氏族の血縁関係」を強く嫌悪しているが、それを完全に否定することもできずに苦悩している。ゼンガーにとって自分が手駒の1人でしかないことを悟らされ、スティングレイごとシルヴィーと共に出奔。シルヴィーの伝手でNoyssに合流することになる。
原作における乗艦はビンチョウマグロをモチーフにしたアルバコア、エイをモチーフにしたプロジェクトRのフェイズ1、スティングレイなど。
アニメ版では単なる熱血馬鹿キャラクターに改変され、綾乃に惚れるがまったく相手にされなかった。
マオ・ロォンのブレイザー
NESS氏族連合艦隊司令長官。
艦隊王女（アルマダプリンセス）クレーロス
NESSでありながら惑星上に定住した貴族階級「フラットランダー」の王女。実権はないがかなりの敬意を払われている。
まだ幼い幼女で、紅葉になつく。

### Noyss関係者

#### フィッシュチーム
紅鵬院翼（こうほういん つばさ）
新ライバルチーム「フィッシュチーム」の一番手として登場。古流柔術紅鵬院流の使い手でもある。紅鵬院流は白鳳院流と源流が同じであるため、本家争いをしていることもあって白鳳院流の使い手である綾乃のことを目の敵にしている。幼少の頃から父に連れられて修行の旅をしており、全国各地を転々としていた。そのため彼女の言葉遣いは各地の方言が混ざりまくっており、妙な物になっている。綾乃に初対面の際に柔術で勝負を挑むが敗北、その経緯を見ていたメオ・ママンのオットーにスカウトされ「クロウフィッシュ」に乗り込み宇宙戦争にて綾乃に挑戦するようになる。
4月6日生まれ、16歳。身長154cm。血液型A型。
乗艦は格闘戦艦「クロウフィッシュ（ザリガニ）」。
高取集（たかとり つどい）
高取流弓術の使い手でもあり、弓の腕は一流。白いワンピースを好んで着用し、流れるような長い髪にたおやかな物腰、そして細面の美人というどこからみても「お嬢様」であるが実はかなりのブラコン。愛しの兄がゲームにて洋子に大敗北を喫してしまったことで洋子を逆恨みし、オットーのスカウトを受けて30世紀世界へ行き、「アーチャーフィッシュ」を駆って洋子に挑戦する。フィッシュチームのリーダー的な存在でもある。
2月16日生まれ、16歳。身長164cm。血液型O型。
乗艦は狙撃戦艦「鉄砲魚アーチャーフィッシュ（テッポウウオ）」。
雉波田光（きじはた ひかる）
まどかの器械体操選手時代の後輩で、彼女に対して並外れた憧れを抱いている。まどかが体操を辞めて宇宙戦争をやっていることを知ると、彼女を体操に引き戻すために宇宙戦争に参戦した。元気で明るい少女であるが、思い込んだら周囲の迷惑も顧みずひたすら一直線に突き進む性格でもある。一方でフィッシュチームでは唯一の常識人でもある他、洋子達の事もまどかの友人という事で友好的に接している。チャームポイントは八重歯。
8月30日生まれ、15歳。身長157cm。血液型B型。
乗艦は装甲戦艦「バタフライフィッシュ（ミノカサゴ）」。
鷲尾木葉（わしお このは）
紅葉の従妹にあたる小学生。母親梢の命令で紅葉を探す内に、彼女が宇宙戦争をやっていることを知り、紅葉を演劇に連れ戻すために宇宙戦争に参戦。小学生とは思えないくらいのこまっしゃくれた性格で、ふてぶてしい態度をとっているが、母親の前では急に態度を変えておとなしくなる。幼い頃に紅葉の義理の兄俊作に殺陣の訓練を受けていたこともあり、その影響であるかは定かでないが、忍者の格好をしていることがある。また将来を期待されていながら劇団を忽然と去った俊作に気があるらしく、紅葉を演劇の世界に戻すことで彼が帰ってくると信じている節もある。
6月11日生まれ、11歳。身長137cm。血液型AB型。
乗艦は攻撃空母「サンフィッシュ（マンボウ）」。

#### その他のNoyss関係者
シルビア・ドレッド（シルヴィー・ドレッド）
声 - 根谷美智子
原作においてヨーコのTERRA側ライバルとして登場。味方艦をも平然と犠牲にする戦いぶりから「恐怖のシルヴィー」の異名をはせる。唐突に現れたエスタナトレーヒチーム、中でも撃破スコアを急激に伸ばしていたヨーコにライバル心を燃やし、マスコミを巻き込んでの撃破スコア競争を仕立てるも敢え無く負けてしまう。敗因を乗艦の性能差と思い込んだシルヴィーは最新鋭のTA2系列艦を自分にも回すようローソンに詰め寄るが、常人にはTA2系列艦を扱えない、というローソンの言葉でヨーコ達の存在に最初に疑念を抱くことになる。その後TA-21を強奪したシルヴィーはNESSに亡命。ゼンガーの扱いに耐え切れなくなったテンツァーの出奔に付き合い、さらにNoyssに行くことになる。幼少時に母親を事故で失っているが、父親によって記憶を改竄されて再婚相手の女性を母親と思い込まされた過去があり、その事で父親に憎悪を抱いている。
当初は非常に我が侭で自己中心的な性格をしており、身勝手な言動に怒った洋子に記者達の目の前で顔に平手打ちを受ける。NESSに亡命して暫くはこの事を根に持っていたが、その後に起きた諸々の事件の中で本来の理知的な性質が表に現われるようになり、「雲のファウンテン」では窮地に陥ったテンツァーを助ける為に洋子達に共闘を持ちかけるなど、人間的にも大きく成長した姿を見せて洋子を驚かせている。
乗艦はタイラント艦隊から強奪したTA-21を改造したハンマーヘッド。シュモクザメをイメージしている。
アニメではOVA2期から登場しており、そこではTA-29のパイロット候補だったという設定となるが、チームワークを守らない事等でTA-29は任せられないという艦隊の判断に激怒して勝手に艦隊を降りてしまい、その後洋子がTA-29のパイロットなった為、洋子を逆恨みしている。またTVアニメ版では沙羅・ドレッドというアニメ版オリジナルキャラクターになっている。
マーカス・フィンレイ
表向きは、商社GCS（ゼネラル・コスミック・サービス）の社長であり、セイヴァー艦隊のオーナー兼提督。（作品中の“現在”から）15、6年前におきたTERRAとNESSの二重産業スパイ事件ではNESSにいた工作員だった。TERRAとNESS以外の第三勢力としてNoyssを設立したが、その目的は不明。
実はレッドスナッパーズの四姉妹の実父で、ルージュはその事に気づいている。
「タイ・クラースヌィ」なる変名を使う（「クラースヌィ」はロシア語の「赤」の意）。意図的なのか、天然なのか大胆かつ非常識なやり方で相手を煙に巻く手法を得意とし、「木を隠すために森をでっちあげる男」と呼ばれていた。また、非常な目立ちたがり屋であり、エスタナトレーヒ・チームの前に現われる時は目元に真っ赤なマスクを着用し、スパンコールを散らしたマントと山高帽を身に付け、ルージュ以上の高笑いと共に「マスク・ド・アドミラル」と名乗って登場するので、洋子達からは迷惑がられている。
シルヴィーの父と親交があり、彼からシルヴィーのことを頼まれている。また、レッドスナッパーズに父親らしい事をしてやれなかった事を悔いており、彼なりのやり方で償いを行おうと考えている。
アロイス・フィンレイ
セイヴァー艦隊所属SR-88（MkII）のパイロット。
マーカスも息子と呼ぶし、アロイスもマーカスのことを父と呼んでいるが、どうやら実の親子ではないらしい。また、レッドスナッパーズの事は妹達と認識している。
非武装のSR-88単艦でエスタナトレーヒ・チームとレッドスナッパーズを翻弄するなど、パイロットとしては一級の腕前を有する。

### その他の登場人物
八十住千里（やそずみ ちさと）
洋子の幼馴染。苗字に住居に関係する文字が入っているため（御「堂」、白鳳「院」、松明「屋」）5人目のプレイヤーになるのではないか、という噂があったようだが公式に否定されている。一度だけ相対未来にいったこともあり、その際にTAシリーズに乗り込んだ事もあるが、ぴくりとも動かなかった。最新のoptにてその話が公開された。
イザベラ・アサミ・ダールトン
洋子の母方の祖母。若い頃は女性パイロットの草分けと呼ばれた存在であり、その行動力は時に洋子を上回る。30世紀相対未来に赴いた際には驚きはしたが即座に適応し、留守にしていた洋子に代わってTA-29を操って見せた。
司書
原作5–6巻の「ラビリンス」編より登場。オールドタイマーの遺産である情報集積所を統括管理する人工知性体。その姿は見る者によって異なり、洋子には幼い頃の自分に見えた。オールドタイマーが望む「全ての世界（クロノス・プレイン）におけるたった一つの可能性」を見出すために情報を集めており、その役割を果たす者として洋子を見出す。しかしオールドタイマーたちはそれを否定し、その事実に焦りを感じているようでもある。
テミスのヨーコ / 幽霊
原作6巻ラストより登場。洋子とオールドタイマーの軋轢において、洋子の危機に姿を現した謎の存在。その姿は未来の各種レーダー類に反応せず、しかしてそれらに干渉する力を持つ。現実世界においてはいわゆる幽霊のようなものとして、その姿を現す。また、同様の存在であるTA-29に似た宇宙戦艦を操るようでもある。
自称「洋子であるヨーコ」であり「可能性を手にしたヨーコ」である。未来にして過去の洋子であるかのような言動が窺える（洋子はそれを伝えられたときに「わけがわかんない!」と一蹴した）。
タンポポの子猫
原作7巻ごろより登場。相対20世紀世界（洋子たちの「現在」）において、洋子たちの前に現れた仔猫。洋子たちが未来に言っている間は千里に預けられている。そのためか洋子たちと千里にものすごく懐いている。授業中は用務員室におり、放課後になると自力で教室までやってくるため、学校の名物になっている。
幽霊（テミスのヨーコ）が現れる場所に必ず存在する、謎の仔猫でもある。

### テレビアニメオリジナルキャラクター
綾乃の祖父
声 - 石森達幸
原作では名前のみの登場。設定も大きく異なり、洋子や綾乃を見守るよき理解者。
山本洋介（やまもと ようすけ）
声 - 高山みなみ
最初は洋子そっくりの幼女として登場。その後急成長・しかも性転換して少年に、そして謎の男子高校生となって1学期の終業式にまどかのクラスに転校してきた。好物は魚肉ソーセージ。まどかが好意を持つようになる。
その正体はメリ・スハンのゼンガーがオールドタイマーの遺産の力を使って作った「遺産最強の敵に対抗するために作られたその拡大強化版」、すなわち洋子の強化クローン人間である。
遺産の力を使ってさまざまな物を創り出し、また己の性転換をもやすやすとこなし、さまざまな怪現象を起こして洋子たちを翻弄。そして完全に洋子そっくりの姿となって専用艦「TA-29BLACK」でエスタナトレーヒと対戦する。
モデルとなったのは「司書」および「テミスのヨーコ」である。
沙羅・ドレッド
声 - 根谷美智子
シルヴィーをモデルにしたキャラクター。TERRAの技術者で、同僚のローソンに好意を抱いていたが失恋。その直後TA-21でオールドタイマーの調査に向かった際に遺産に取り込まれ、ローソンへの執着から度々エスタナトレーヒ艦隊を襲う。その後洋子らの活躍で解き放たれたが、ゼンガーと行動を共にするようになる。

## 宇宙戦艦
洋子達が活躍する30世紀の世界では、技術革新の結果、安全装置が高度に進歩したことによって戦争で人の死ぬことが無くなり、戦争自体一種のスポーツライクなものになっている。また1500メートルクラスの大型宇宙戦艦であっても1人のパイロットのみで操縦が可能である。
これらの1人乗り宇宙戦艦は、戦艦というよりも現在のF1マシンに近い性格付けをされており、武装から装甲、はてはカラーリングにいたるまでカスタマイズが施され、各艦にはパイロットの名前が冠せられる（そのため本作の主役である山本洋子が搭乗する艦は「ヤマモト・ヨーコ」という艦名である）。
30世紀の相対未来では、戦艦を含む船は一般に宇宙を移動するものと定義されているため、「宇宙戦艦」や「宇宙船」といった呼称はナンセンスなものとなっている。そのため、「宇宙戦艦」という用語を使うのは現代人の主人公たちとフィッシュチームのみである。
なお、TVアニメ版ではホログラム投影機能が標準装備され、「各艦のパイロットの超頭身のホログラフが、あたかも生身で艦体に乗っているかのように表示され、言動が外部から「一目で分かる」」という演出が追加された。

### TERRA
TERRAでは現代のF1カーに近い形状をした戦艦が一般的だが、これは設計者によって意図されたものではなく、最も効率の良い形を目指した結果（技術の収斂進化）という設定になっている。
TERRAの艦隊には民間のスポンサーがついており、プレイヤーは艦隊にスカウトされ、そこでカスタムされた戦艦に乗ることとなる。

#### TA2系列艦(タイラント艦隊エスタナトレーヒ分艦隊)
高速艦であるTA-25が敵を攪乱し、打撃戦艦であるTA-29が主戦力として敵を打ち落とす。TA-27はTA-29の近接防御を担当し、TA-23は作戦目的に合わせて多種多様な艦載機によってそれぞれを支援する。というコンセプトの元に開発された各艦であったが、機体スペック、プレイヤーの腕と相まっていい意味で想定された戦術を採っていない。共通の特徴として、艦体の表面に張り巡らせた無数の毛の様な軟性繊維状装甲「コットンアーマー」が装備されており、流体制御や対物理・光学防御に使用する。
なお、起動には多大なる情報エクセルギー（好奇心や冒険心に代表される精神的高揚）を必要とする。そのため、一般の30世紀人に乗りこなす事は出来ず、これはどれだけ訓練されたプレーヤーでも同じ事。そのため「20世紀女子高生の好奇心」を持つ洋子たちがいなければ、理論上は最強でも乗り手がいない、事実上の鉄クズとなったはずの系列である（エクセルギー感知機構の感受を最大にすればシルヴィーのように天性を持つ訓練されたプレーヤーなら動かす事は出来るが、そうすると今度は艦の制御ができなくなる）。
TA-29 ヤマモト・ヨーコ
特一級打撃戦艦（スーパーストライク）。
一般兵装として、副砲SY-32（インパルス砲）、次元転換魚雷、レーザートラム1000基を装備。
特殊兵装として、主砲エヴァブラック、統一場粒子兵器ザッパー、相転移兵器ブラスターを装備。
艦載機はTA-2系汎用の機種で、戦闘攻撃機ライデンを約50機搭載。
塗装色はブルーとホワイトのストライプ。
サポートAIは「アソビン教授」。
火力に特化した打撃戦艦で、大出力のインパルス砲「エヴァブラック」を搭載。ダンディライオンとの戦闘でエヴァブラックが大破した後は、「エヴァブラックMODEL=III」を搭載する。MODEL=IIIの特徴はエヴァブラックキャノンを継続的に発射し続けるというもので、洋子はこれを「ワインダー」と呼ぶ。使用中は放熱が激しくなるため新規に取り付けられた放熱フィンが青白く輝く。
惑星1つ崩壊させることも可能な統一場粒子兵器ザッパー、相転移兵器ブラスターは共に洋子の独断では使用できない。ザッパーはリオン提督の、ブラスターはサザーランド司令の許可が必要となる。
しかしブラスターは、その強大すぎる威力を恐れた戦争管理委員会WASCOによって、TERRA上層部に無断で強力なプログラム・ロックをかけられている。そのため使用には指令の許可があっても、通常はTERRAおよびNESSのWASCO議場における合議により発効されるWASCOの承認プログラムが必要である。このため緊急時の発動ができなくなり、事実上ブラスターは装備していてもTERRA単独では使用が出来ない兵器となっている。
しかも、この事はよりにもよってそれを必要とする「緊急時」に初めて発覚し、エスタナトレーヒチームおよびTERRA上層部を驚愕と混乱に陥れ、洋子たちに大きな危機をもたらす事になる。最終的に洋子はこのロックを自らの情報エクセルギー過多によって無理矢理吹き飛ばした。
TA-25 ミドー・マドカ
特一級高速戦艦（スーパースプリント）。
一般兵装として、主砲SY-24（インパルス砲）、次元転換魚雷、レーザートラム500基を装備。
特殊兵装として、特殊防御装置ヴェイパーシールド、特殊推進装置として潮汐力ブースター、斥力場ターボを装備。
艦載機はTA-2系汎用の機種で、戦闘攻撃機ライデン（搭載数不明）。
塗装色はエメラルドグリーン。
サポートAIは「コーチ」。
速力主体の高速戦艦で、通常よりも高出力のエンジンと速力を増強させる潮汐力ブースターと斥力場ターボを2基ずつ搭載する他、特殊防御装置のヴェイパーシールドを艦首に搭載する。また、当初のコンセプトでは強行偵察の役割も持たされていた為、エスタナトレーヒチームの中では索敵レンジが最も広くなっている。ヴェイパーシールドはハードバリアー（視界を塞ぐ代わりに頑強である防御壁）の原理を応用し、防御壁の内側からも攻撃が可能になった兵装である。しかしハードバリアー同様、消費エネルギーが激しい為に稼働時間は恐ろしく短く、最新鋭のTA2系列艦であっても武装を削らなければならなかった。
ヴェイパーシールドを展開したまま敵艦へ体当たりし、あわせてゼロ距離射撃をするという博打のような必殺技「バレルロール」をもつ。洋子が提案、命名している。
TA-27 ハクホーイン・アヤノ・エリザベス
特一級格闘戦艦（スーパーストラグル）。
一般兵装として、主砲SY-32（インパルス砲）、次元転換魚雷、レーザートラム800基を装備。
特殊兵装として、重力アンカー8基を装備。
艦載機はTA-2系汎用の機種で、戦闘攻撃機ライデン（搭載数不明）。
塗装色はワインレッド。
サポートAIは「お師匠様」。
敵艦に定着させた重力アンカーを用いて敵艦に投げ技や関節技（!）を行うという常識外れの格闘戦艦。綾乃がいて初めて機能する艦であり、ローソンのマッドサイエンティスト振りが遺憾なく発揮されている。
TA-23 カガリヤ・モミジ
特一級強襲空母（スーパーストーム）。
一般兵装として、主砲SY-32（インパルス砲）、次元転換魚雷、レーザートラム1200基を装備。
閉鎖型発着デッキ4層を持ち、300機以上の無人艦載機と自律型の駆逐艇スティクス2隻を搭載。
艦載機はTA-23専用の機種で、戦闘機ヘルファイア、攻撃機バトルタイガー、戦闘攻撃機ファイアーシャーク。
駆逐艇スティクスにも艦載機が十数機、入れ子のように搭載。
塗装色はブラックにゴールドのライン。
サポートAIは「AD」。
戦艦本体および自律型駆逐艦に大量の艦載機を搭載可能な強襲空母であり、艦載機を全機展開して行う一点集中攻撃「メガクラッシュ」が必殺技。やはりこれも洋子が提案・命名である。
TA-21
TA2系列艦のテストベッドとして艦隊司令本部シルフィウムに置かれていたが、シルヴィーによって強奪されNESSで改修を受ける。詳細はハンマーヘッド（後述）を。

#### 三座式戦艦
TV版最終話にのみ登場。リオン、ローソン、沙羅が分乗して操縦する戦艦であり、洋子に加勢するために登場したが、一蹴されてしまう。

### NESS
NESSのでは魚をモチーフとしたデザインの船が多い。
一般的にはコストパフォーマンスに優れているドラーダをカスタムしたものが多く、エースパイロットになると、スキップジャックやアルバコアといったハイスペックの船に乗れるようになる。
スキップジャック
突撃戦艦
カツオがモチーフ
NESSの純正技術で最高傑作と言われる艦。この艦以降はTA-21の強奪によるTERRA技術の流出によってNESSの艦艇技術は大きく変化していく。
エスパドン
打撃戦艦
メカジキがモチーフ
フーリガーが艦隊司令として昇進し前線に出る機会が減ったため副官であるバーニナーの乗艦であるこの艦も序盤にしか登場していない。
ヘリング級駆逐艦
ソーレル級巡洋艦
いずれも、探知妨害などを行う補助艦艇となっている。
エグゾゼ級突撃巡洋艦
大気圏内での使用を想定して作られた艦。ハードバリアーを装備する。
ドラーダ
標準型戦艦で、NESSで最も多く使用されている。
真鯛がモチーフ。
物語が始まった頃には既に旧式化しているが、使い勝手が良いらしく、愛用するパイロットが多い。
レッドスナッパーズの戦艦は、この艦をカスタム化したものである。
ハンマーヘッド
元TA-21
シルヴィーによってNESSにもたらされたTA2系列艦の試作型で、TA2系列艦に使われている最新技術（コットンアーマー、ヴェイパーシールドなど）がそのまま使われている。その無節操とさえ言える全部載せぶりに、洋子は「どこぞの格闘ゲームのラスボスか!」と呆れていた。ただし、重力アンカーはTA-25の半分、艦載機はスティクス無し、ヴェイパーシールドの稼働時間はさらに短く、エヴァブラックキャノンも大型インパルス砲4門を重ねただけというデッドコピーの塊。ただし、本物も一度は乗せてテストされており、一部を除く最新技術の全データが収められていたため、その後のNESS艦に強い影響を与えた。また、艦自体の基本性能は高いのでパイロットの能力次第では、ヨーコ達と互角に戦える。
NESSに渡って暫くはシルヴィーが使用し、TERRA艦隊を次々と撃破して大きな脅威となる。環桜（サクラトーラス）の戦いで洋子に敗北した後は目立った戦果を見せなくなり、シルヴィーがNESSを離れてからはメリ氏族のパドック艦に係留されたままとなる。ダンディライオンの戦いではフーリガーが乗り込むが、フーリガーの抹殺とダンディライオンの破壊を目論んだゼンガーによって、内部にブラスターがブービートラップとして仕掛けられる。結局、トラップは作動しなかったものの、今度はオールドタイマーに取り込まれて洋子達と戦う事になる。
スチールヘッド
ニジマスだが、形状よりはハンマーヘッドになぞらえて命名された模様。
ハンマーヘッドの技術をNESS艦に応用した、いわばハンマーヘッドの廉価版。重力アンカー1基とヴェイパーシールドを搭載する。
アルバコア
打撃戦艦。
ビンチョウマグロがモチーフになっており、テンツァーが使用。
スキップジャックを元に、ハンマーヘッドの技術をNESS艦に応用した改造艦。口腔部にエヴァブラックキャノンに近い大口径インパルス砲を持つが、発射に時間が掛かる欠点を持ち、エース格でなければとても扱えなかったらしい。配備直後にテンツァーがNESSを離れたのと、より高性能なバラクーダとバラマンディが配備された為に1度しか出番が無かった。
アンバージャック
スキップジャックの廉価版。いわゆる正式配備型だが、これもバラクーダとバラマンディの登場でほとんど出番が無い。
バラクーダ
打撃戦艦
オニカマスがモチーフ
アルバコアのような改造艦ではなく、最初からTERRA技術を使用する前提で設計されたNESS規格の量産艦。大量生産艦でありながら、エスパドンやアルバコアをも凌ぐスペックを持つ。
バラマンディ
突撃戦艦
キンメ（？）スズキ目・アカメ科に属する魚の一種で、日本近海に居るアカメに対してバラマンディは、金色の光る目を持つ。
アルバコアのような改造艦ではなく、最初からTERRA技術を使用する前提で設計されたNESS規格の量産艦。大量生産艦でありながら、スキップジャックをも凌ぐスペックを持つ。

### プロジェクトR
メオ・ママンのオットーがTA-2系列艦に対抗する為に開発した戦艦。ハンマーヘッドから得られたデータを元に、オットー独自の技術とアイデアが盛り込まれている。フェイズ1と2はTA-2系列艦よりも攻撃力を強化させた艦を製造し、フェイズ3と4は速力と防御力を強化させた艦となっている。しかし、スティングレイ以外はTA-2系列艦に全敗している。

#### フェイズ1
スティングレイ
エイ
名前の通りの形状で、プロジェクトR最初の艦である。特徴は新型のインパルス砲R4300で、これの4門同時斉射はTA-29のエヴァブラックキャノンを凌ぐ。フーリガーがテストしていたが、ダンディライオン襲撃の際のどさくさにテンツァーとシルヴィーによって強奪され、Noyssに渡ることになる。

#### フェイズ2
クロウフィッシュ
プレイヤーの紅鵬院翼からは「マッカチン」と呼ばれている。外見は正にザリガニ形であり、インパルス砲を内蔵した重力アンカーによる格闘を得意とする。
アーチャーフィッシュ
高出力のインパルス砲を装備した狙撃戦艦で、エヴァブラックを遥かに上回る長距離からの狙撃を得意とする。インパルス砲を発射する際にジェネレータに高負荷がかかるので連射はできない。何発か撃つとジェネレータ自体の交換が必要になる他、艦自体の機動力はそれほど高くないので、接近戦に弱い。
バタフライフィッシュ
TA-25と同様にヴェイパーシールドを搭載しているが、全体を包むのではなく、移動可能なアームによって任意の一方を半球に包むようにしている。
槍状に成型したヴェイパーシールドを撃ち出す「ファランクス」という武器を装備。シールド発生器そのものを武器として使用しているため、非常に高価な武器となっている。また、アーチャーフィッシュ同様、機動力はあまり高くないので後方でアーチャーフィッシュの直掩に付く事が多い。
サンフィッシュ
プレイヤーの木葉からは「まんぼうさん」と呼ばれる。艦載機を搭載することができる旋回式のフライトデッキを持つ。
TA-23とは違い、一度に複数の艦載機を射出可能な他、艦載機をデッキに搭載させたまま装備している武器を使う事が出来る。

#### フェイズ3
リヴァイアサン
海亀のようなフォルムを持ちアーチャーフィッシュ並みのインパルス砲を一門、ヴェイパーシールド、ハードバリヤーの両方を装備する。スティングレイ以上のポテンシャルを持つがWASCOのレギュレーションに適合しきれていない。
オットーがnoyssに貸与し、アロイスが搭乗した際はヴェイパーシールドの内側から攻撃し、ヴェイパーシールドが切れたら再稼働までハードバリヤーで時間を稼ぐという亀が甲羅にこもるような戦法でTERRA艦隊を圧倒した。

#### フェイズ4
マンタ
スティングレイよりもふたまわり大きい大型艦。インパルス砲を40基組み合わせ、それぞれが平均約120度の射界を持つコンポジット・インパルス砲を艦首に搭載、SR-88に搭載されていた紛流体装甲を装備する。その巨体は大部分が紛流体装甲の搭載スペースで装甲をトラクタービームとヴェイパーシールドの応用で数百メートルにわたり展開する戦法をとる。
洋子とフィッシュチームの戦闘データをフィードバックしたAIを持ち、『プリズム』に現れたオールドタイマーと思われる存在に操作されたハンマーヘッドと対決するも、あっさり制御をハンマーヘッドに奪われた。その後TA-29と戦い大量の紛流体装甲により生まれた欠点を突かれ自滅、完敗を喫する。

## 設定
相対過去・相対未来
ローソンにとっての洋子たちは、20世紀に良く似た世界（相対過去）の人間であり、過去の20世紀とは無関係である。同様に、洋子たちにとってのローソンは、30世紀によく似た世界（相対未来）の人間であり、未来の30世紀とは無関係である。ただし、アニメ版や漫画版ではこの設定はほとんど無視され、単なるタイムトラベルのように描かれている。
CPS（クロノスプレインシステム）の時間移動
現代側の舞台である、私立東綾瀬高校の倉庫（原作では学校の前庭にあるオブジェ）より、CPSを使い時間移動をしている。
このシステムが行う時間移動は、現在から見た過去（または未来）の可能性のいずれかであり、現在の時間に対して独立している。そのためローソンはクロノスを指して「タイムマシンではない」としばしば発言しており、「時間軸」と「事象軸」を二次元にプロットして説明を試みる場面もある。
「現在から見て有り得たかもしれない過去（または未来）」に接続するために、タイムパラドックスのようなことは起こらないとされている。
ドラゴンコミックス版の解説では、「パラレルワールド」に接続するためにタイムパラドックスは起きないとなっている。
言語
TERRA・NESSともに公用語は英語を使用しており、英語圏で育った洋子や綾乃が日常会話に困らない程度には現在の形を保持している。しかし両者ともにそれぞれ特有の訛りや方言がある。
洋子や綾乃など英語の分かるキャラクターは翻訳機を介さずに会話できるが、時々現代と異なる訛りや文法につまずくことがある。
まどかや紅葉など英語の分からない者は翻訳機を使用しており、ペンライト型やヘアバンド型など小型のものが作中に登場している。
公用語のほか、日本語を使う地域も残っている。

## 既刊一覧

### 小説（富士見ファンタジア文庫版）

#### 長編
- 庄司卓（著）・赤石沢貴士（イラスト）、富士見書房〈富士見ファンタジア文庫〉、全12巻
  - 『それゆけ!宇宙戦艦ヤマモト・ヨーコ1 ゲットレディ!』、1993年7月13日発売[9]、ISBN 4-8291-2502-0
  - 『それゆけ!宇宙戦艦ヤマモト・ヨーコ2 自由落下のクリスマスキャロル』、1993年9月10日発売[10]、ISBN 4-8291-2521-7
  - 『それゆけ!宇宙戦艦ヤマモト・ヨーコ3 桜月夜のシンデレラ』、1994年4月12日発売[11]、ISBN 4-8291-2559-4
  - 『それゆけ!宇宙戦艦ヤマモト・ヨーコ4 さいはてのメリーゴーランド』、1994年8月8日発売[12]、ISBN 4-8291-2579-9
  - 『それゆけ!宇宙戦艦ヤマモト・ヨーコ5 合わせ鏡のラビリンス』、1995年7月20日発売[13]、ISBN 4-8291-2638-8
  - 『それゆけ!宇宙戦艦ヤマモト・ヨーコ6 時計仕掛けのラビリンス』、1995年10月20日発売[14]、ISBN 4-8291-2652-3
  - 『それゆけ!宇宙戦艦ヤマモト・ヨーコ7 雲の上のファウンテン』、1996年8月20日発売[15]、ISBN 4-8291-2699-X
  - 『それゆけ!宇宙戦艦ヤマモト・ヨーコ8 ひとりぼっちのダンディライオン』、1997年4月18日発売[16]、ISBN 4-8291-2737-6
  - 『それゆけ!宇宙戦艦ヤマモト・ヨーコ9 籠の中のダンディライオン』、1997年7月18日発売[17]、ISBN 4-8291-2758-9
  - 『それゆけ!宇宙戦艦ヤマモト・ヨーコ10 金色のバニシング』、1998年3月19日発売[18]、ISBN 4-8291-2805-4
  - 『それゆけ!宇宙戦艦ヤマモト・ヨーコ11 銀のカレイドスコープ』、1999年4月16日発売[19]、ISBN 4-8291-2884-4
  - 『それゆけ!宇宙戦艦ヤマモト・ヨーコ12 純白のディスティニー』、2000年6月15日発売[20]、ISBN 4-8291-2924-7

#### 短編集
- 庄司卓（著）・赤石沢貴士（イラスト） 『それゆけ!宇宙戦艦ヤマモト・ヨーコ』 富士見書房〈富士見ファンタジア文庫〉、全10巻
  - 『それゆけ!宇宙戦艦ヤマモト・ヨーコopt.1 薔薇のストリーム』、1994年12月8日発売[21]、ISBN 4-8291-2600-0
  - 『それゆけ!宇宙戦艦ヤマモト・ヨーコopt.2 寂しがりやのブロッサム』、1996年1月19日発売[22]、ISBN 4-8291-2668-X
  - 『それゆけ!宇宙戦艦ヤマモト・ヨーコopt.3 聖夜のユグドシラル[23]』、1996年5月20日発売[24]、ISBN 4-8291-2687-6
  - 『それゆけ!宇宙戦艦ヤマモト・ヨーコopt.4 宇宙一杯のバレンタイン』、1996年11月20日発売[25]、ISBN 4-8291-2717-1
  - 『それゆけ!宇宙戦艦ヤマモト・ヨーコopt.5 紅のチャレンジャー』、1997年10月17日発売[26]、ISBN 4-8291-2778-3
  - 『それゆけ!宇宙戦艦ヤマモト・ヨーコopt.6 渚のスナイパー』、1998年5月19日発売[27]、ISBN 4-8291-2814-3
  - 『それゆけ!宇宙戦艦ヤマモト・ヨーコopt.7 夏のチェイサー』、1998年7月17日発売[28]、ISBN 4-8291-2825-9
  - 『それゆけ!宇宙戦艦ヤマモト・ヨーコopt.8 伝説のダイナスティ』、1999年9月14日発売[29]、ISBN 4-8291-2906-9
  - 『それゆけ!宇宙戦艦ヤマモト・ヨーコopt.9 触発のチェンジリング』、2000年2月14日発売[30]、ISBN 4-8291-2952-2
  - 『それゆけ!宇宙戦艦ヤマモト・ヨーコopt.10 君たちの知らないいくつかの出来事』、2001年12月20日発売[31]、ISBN 4-8291-1396-0

#### 未刊
- 2001年のopt.10 のあとがきに掲載された構想。
  - opt はこれが最終巻
  - 本編はあと最終エピソードを残すのみで、「オールドタイマーの時間」と「ハートウェアガール」の上下2巻構成。

### 小説（朝日ノベルズ版）
- 1冊につき、富士見ファンタジア文庫版の刊行順2 - 3冊分に加え、新作書き下ろし短編を収録。
- 赤石沢貴士による新作イラストが収録されているが、富士見ファンタジア文庫版のイラストや巻末にあった「PLAYER FILE」は収録されていない。また、巻末CHAT等は、新しいものが収録されている。なお、各種電子書籍による配信も行われている[32]。

#### 長編（朝日ノベルズ）
- 庄司卓（著）・赤石沢貴士（イラスト） 『それゆけ!宇宙戦艦ヤマモト・ヨーコ 完全版』 朝日新聞出版〈朝日ノベルズ〉、全12巻
  1. 2010年10月20日発売[33]、ISBN 978-4-02-273950-6
  2. 2010年12月17日発売[34]、ISBN 978-4-02-273959-9
  3. 2011年2月18日発売[35]、ISBN 978-4-02-273961-2
  4. 2011年4月20日発売[36]、ISBN 978-4-02-273963-6
  5. 2011年6月17日発売[37]、ISBN 978-4-02-273968-1
  6. 2011年8月19日発売[38]、ISBN 978-4-02-273974-2
  7. 2011年10月20日発売[39]、ISBN 978-4-02-273977-3
  8. 2011年12月20日発売[40]、ISBN 978-4-02-273980-3
  9. 2012年2月17日発売[41]、ISBN 978-4-02-273984-1
  10. 2012年4月20日発売[42]、ISBN 978-4-02-273989-6
  11. 2012年7月20日発売[43]、ISBN 978-4-02-273993-3
  12. 2013年2月20日発売[44]、ISBN 978-4-02-273999-5

#### 短編集（朝日ノベルズ）
- 庄司卓（著）・赤石沢貴士（イラスト） 『それゆけ!宇宙戦艦ヤマモト・ヨーコ opt.PLUS』 朝日新聞出版〈朝日ノベルズ〉、2014年3月20日発売[45]、ISBN 978-4-02-276008-1

### 漫画

#### 角井陽一版
- 庄司卓（原作）・角井陽一（作画） 『それゆけ!宇宙戦艦ヤマモト・ヨーコ』 角川書店〈ドラゴンコミックス〉、全8巻
  1. 1996年5月29日発売[46]、ISBN 4-04-926089-1
  2. 1997年1月7日発売[47]、ISBN 4-04-926098-0
  3. 1997年8月1日発売[48]、ISBN 4-04-926109-X
  4. 1998年2月3日発売[49]、ISBN 4-04-926118-9
  5. 1998年8月31日発売[50]、ISBN 4-04-926123-5
  6. 1999年2月25日発売[51]、ISBN 4-04-926131-6
  7. 1999年6月28日発売[52]、ISBN 4-04-926136-7
  8. 1999年9月27日発売[53]、ISBN 4-04-926142-1

### みよね椎版 (Remix)
- 庄司卓（原作）・みよね椎（作画） 『それゆけ!宇宙戦艦ヤマモト・ヨーコRemix』 角川書店〈角川コミックスドラゴンJr.〉、全2巻
  1. 1999年12月24日発売[54]、ISBN 4-04-926089-1
  2. 2000年6月30日発売[55]、ISBN 4-04-926098-0

### 関連書籍
- ドラゴンマガジン編集部（編） 『エンサイクロペディア それゆけ! 宇宙戦艦ヤマモト・ヨーコ』 富士見書房〈ドラゴンマガジンコレクションSP〉、1999年11月19日発売[56]、ISBN 4-8291-7438-2
- 庄司卓（原作）・久保田悠羅（著）・F.E.A.R.（著） 『それゆけ！宇宙戦艦ヤマモト・ヨーコRPG ゲットレディ、GO!』 富士見書房〈富士見ドラゴンブック〉、1996年2月23日発売[57]、ISBN 4-8291-4313-4
  - マギウスのルールが適応されるテーブルトークRPG。

## ラジオドラマ
『林原めぐみのTokyo Boogie Night』内「熱血電波倶楽部」で放送された。

## CD
キングレコードより発売。

### ドラマCD
- 『それゆけ!宇宙戦艦ヤマモト・ヨーコ』
  - WAVE:1 KICA266 1995年10月5日発売
  - WAVE:2 KICA279 1995年12月6日発売
  - WAVE:3 KICA289 1996年2月3日発売
- 『それゆけ!宇宙戦艦ヤマモト・ヨーコII』
  - WAVE:1 KICA348 1997年5月3日発売
  - WAVE:2 KICA356 1997年7月24日発売
  - WAVE:3 KICA379 1997年11月6日発売

### OVA オリジナル・サウンド・トラック
- 『それゆけ!宇宙戦艦ヤマモト・ヨーコ』KICA303 1996年5月2日発売
- 『それゆけ!宇宙戦艦ヤマモト・ヨーコ』ソング・コレクション KICA311 1996年7月5日発売
- 『そうだ、ぜったい。』奥井雅美 1997年6月21日発売

### TV オリジナル・サウンド・トラック
- 『それゆけ!宇宙戦艦ヤマモト・ヨーコ』
  - Action-1 KICA469 1999年7月2日発売
  - Action-2 KICA474 1999年9月3日発売
  - Action-3 KICA478 1999年11月3日発売

### TVアニメDVD全巻購入特典ドラマCD
- 『それゆけ!宇宙戦艦ヤマモト・ヨーコ』
  - Action-S SSX-124 2000年 ※非売品

### その他 OVA・TV アルバム
- 『スタまにシリーズ：それゆけ!宇宙戦艦ヤマモト・ヨーコ』KICA-728 2005年11月23日発売

## OVA
1996年3月6日から1997年12月22日に全2期6巻が刊行された。2期の正式シリーズタイトルは『それゆけ!宇宙戦艦ヤマモト・ヨーコII』。

### スタッフ

#### 1期
- 監督 - 新房昭之[3]
- キャラクターデザイン - 中沢一登[3]
- メカニックデザイン - 浜崎賢一、安藤正浩
- サブメカニックデザイン - 枡田浩史（STAGE 2）
- 美術監督 - 廣瀬義憲（STAGE 1、3）、吉田昇（STAGE 2）
- 撮影監督 - 中條豊光
- 音響監督 - 三間雅文
- 音楽 - 長谷川智樹
- プロデューサー - 内藤洋、久保真、米桝博之、阿部倫久
- アニメーション制作 - ティーアップ、J.C.STAFF[3]
- 製作 - メディアリング、キングレコード

#### 2期
- 監督 - 新房昭之[58]
- シリーズ構成 - 関島眞頼
- キャラクターデザイン - 中沢一登[58]
- メカニックデザイン - 浜崎賢一、安藤正浩、石浜真史
- 美術監督 - 西川増水
- 美術監修 - 池田祐二
- 撮影監督 - 中條豊光、黒澤豊
- 音響監督 - 三間雅文
- 音楽 - 外山和彦、鈴木武生
- プロデューサー - 内藤洋、米桝博之、阿部倫久
- アニメーション制作 - ティーアップ、J.C.STAFF[58]
- 製作 - キングレコード

### 主題歌
オープニングテーマ
「そうだ、ぜったい。」
2期OP
作詞 - 奥井雅美 / 作曲・編曲 - 矢吹俊郎 / 歌 - 奥井雅美
エンディングテーマ
「Shake it」
1期ED
作詞・作曲 - 奥井雅美 / 編曲 - 矢吹俊郎、大平勉 / 歌 - 奥井雅美
「HEARTWARE GIRL〜君のこころ感じたら〜」
2期ED
作詞 - 真名杏樹 / 作曲・編曲・歌 - 岩﨑元是
CD『それゆけ!宇宙戦艦ヤマモト・ヨーコII WAVE:3』に収録
「FLY TO MY “S”」
2期STAGE3（最終話）ED
作詞 - 真名杏樹 / 作曲・編曲 - 岩崎元是 / 歌 - 高山みなみ
CD『それゆけ!宇宙戦艦ヤマモト・ヨーコII WAVE:1』に収録されていた山本洋子のキャラクターソング

### 各話リスト
|     | 話数    | サブタイトル         | 脚本       | 絵コンテ            | 演出              | 作画監督                                      | 発売日         |
| --- | ------- | -------------------- | ---------- | ------------------- | ----------------- | --------------------------------------------- | -------------- |
| 1期 | STAGE 1 | ゲットレディ!        | 松原談治   | 新房昭之 大橋誉志光 | 大橋誉志光        | 亀井幹太(キャラ) 石浜真史(メカ・エフェクト)   | 1996年3月6日   |
| 1期 | STAGE 2 | 湯煙のナインボール   | 関島眞頼   | 中山勝一            | 下田正美          | 山川良志信(キャラ) 外山九市(メカ・エフェクト) | 1996年4月5日   |
| 1期 | STAGE 3 | 薔薇のメモワール     | 河原ゆうじ | -                   | -                 | 亀井幹太(キャラ) 石浜真史(メカ・エフェクト)   | 1996年6月5日   |
| 2期 | ‐       | 特別先行版ビデオ     |            |                     |                   |                                               | 1997年6月4日   |
| 2期 | STAGE 1 | 真夏のチャレンジャー | 久保田雅史 | -                   | -                 | 亀井幹太(キャラ) 鉄羅紀明(メカ・エフェクト)   | 1997年8月6日   |
| 2期 | STAGE 2 | 伝説のナイトメア     | 関島眞頼   | -                   | -                 | 石浜真史                                      | 1997年10月3日  |
| 2期 | STAGE 3 | 桜月夜のシンデレラ   | 久保田雅史 | 寺東克巳            | 石浜真史 新房昭之 | 中沢一登(キャラ) 鉄羅紀明(メカ・エフェクト)   | 1997年12月22日 |

## テレビアニメ
テレビ大阪制作・テレビ東京系にて1999年4月から9月まで放送。全26話。

### スタッフ（TV）
- 企画 - ヨーコプロジェクト
- 原作 - 庄司卓[6]、赤石沢貴志
- 監督 - 新房昭之[6]
- 監督補佐 - 金子秀一[6]
- チーフライター - 関島眞頼
- 文芸協力 - 鈴木猛
- キャラクターデザイン - 渡辺明夫[6]
- メカニックデザイン・ビジュアルコンセプト - 鉄羅紀明[6]
- 美術監督 - 東潤一[6]
- 色彩設定 - 佐藤祐子[6]
- 撮影監督 - 黒澤豊
- 編集 - 関一彦
- 音響監督 - 三間雅文[6]
- 音楽 - 外山和彦[6]、鈴木武生[6]
- 企画プロデューサー - 米桝博之、阿部倫久
- アニメーションプロデューサー - 松倉友二
- プロデューサー - 金岡英司、高城一城、浅野幸治
- アニメーション制作 - ティーアップ[6]、J.C.STAFF[6]
- 製作 - テレビ大阪、読売広告社、ヨーコプロジェクト

### 主題歌（TV）
オープニングテーマ
「天使の休息」
作詞 - 奥井雅美 / 作曲・編曲 - 矢吹俊郎 / 歌 - 奥井雅美
エンディングテーマ
「ルルル」
作詞・作曲 - 奥井雅美 / 編曲 - 矢吹俊郎 / 歌 - 奥井雅美
「天使の休息」のカップリングとして収録

### 各話リスト（TV）
毎回冒頭で和歌（実在の歌のパロディ）が表示される。
| 話数   | サブタイトル                            | 脚本       | 絵コンテ       | 演出              | 作画監督                          | 放送日        |
| ------ | --------------------------------------- | ---------- | -------------- | ----------------- | --------------------------------- | ------------- |
| 第1話  | 碧い瞳の少女                            | 関島眞頼   | 新房昭之       | 金子秀一          | 森伸宏幸                          | 1999年 4月4日 |
| 第2話  | はばたけ!新しい翼                       | 久保田雅史 | 岩崎良明       | 岡本英樹          | 中矢雅樹 和田崇                   | 4月11日       |
| 第3話  | 光れ!まどかの青春                       | 植竹須美男 | 福田道生       | 大野和寿          | 竹上貴雄                          | 4月18日       |
| 第4話  | 四重奏（カルテット）結成!はじめての戦い | 荒木憲一   | 井村守生       | 井村守生          | 井嶋けい子 山田吾郎               | 4月25日       |
| 第5話  | 脅威!レッドスナッパーズの挑戦           | 関島眞頼   | 伊藤尚住       | 笠井賢一          | 渡辺明夫                          | 5月2日        |
| 第6話  | さよなら未来                            | 関島眞頼   | 福田道生       | 岡本英樹          | 和田崇                            | 5月9日        |
| 第7話  | 不死蝶起つ                              | 荒木憲一   | 御前崎海       | 井之川慎太郎      | 伊東克修 中矢雅樹                 | 5月16日       |
| 第8話  | 時には母のない子のように                | 久保田雅史 | 河原ゆうじ     | 佐藤拓郎          | 森伸宏幸                          | 5月23日       |
| 第9話  | 大迷宮                                  | 植竹須美男 | 井村守生       | ながはまのりひこ  | 岩井優器                          | 5月30日       |
| 第10話 | たかく翔びたい!                         | 関島眞頼   | 岩崎良明       | 岡本英樹          | 和田崇                            | 6月6日        |
| 第11話 | 宇宙大海戦                              | 荒木憲一   | 下田正美       | 下田正美          | 森伸宏幸                          | 6月13日       |
| 第12話 | 別れのうどん                            | 久保田雅史 | 伊藤尚住       | 石原慎二郎        | 井上貴雄                          | 6月20日       |
| 第13話 | 美しき鬼                                | 植竹須美男 | 福田道生       | 藤本ジ朗          | 外崎春雄 松島晃                   | 6月27日       |
| 第14話 | 死後の恋                                | 関島眞頼   | もりやまゆうじ | 井之川慎太郎      | 伊東克修 大澤正典                 | 7月4日        |
| 第15話 | 眠れる花嫁                              | 久保田雅史 | 金子秀一       | 金子秀一          | 片山左京 渡辺明夫                 | 7月11日       |
| 第16話 | 碧い瞳の転校生                          | 荒木憲一   | 御前崎海       | 岡本英樹          | 中矢雅樹 和田崇                   | 7月18日       |
| 第17話 | 双面の舞姫                              | 植竹須美男 | 伊東伸高       | 伊東伸高 岡本英樹 | 伊東伸高                          | 7月25日       |
| 第18話 | 仮面舞踏会                              | 関島眞頼   | 福田道生       | 藤本ジ朗          | 森伸宏幸                          | 8月1日        |
| 第19話 | 群雄割拠                                | 荒木憲一   | 井村守生       | えだよしひ        | 村上勉                            | 8月8日        |
| 第20話 | 青と赤                                  | 久保田雅史 | 伊藤尚住       | 井之川慎太郎      | 伊東克修 中矢雅樹                 | 8月15日       |
| 第21話 | 紅四姉妹                                | 植竹須美男 | 福田道生       | 岡本英樹          | 中矢雅樹 和田崇                   | 8月22日       |
| 第22話 | 黒の天使                                | 久保田雅史 | 下司泰弘       | 笠井賢一          | 森伸宏幸                          | 8月29日       |
| 第23話 | 残像                                    | 植竹須美男 | 福田道生       | 井之川慎太郎      | 片山左京 鉄羅紀明                 | 9月5日        |
| 第24話 | さよならの惑星                          | 荒木憲一   | 金子秀一       | 金子秀一          | 中矢雅樹                          | 9月12日       |
| 第25話 | 赤い殺意                                | 関島眞頼   | 新房昭之       | 岡本英樹          | 和田崇 中矢雅樹                   | 9月19日       |
| 第26話 | 仮面の告白                              | 関島眞頼   | 下司泰弘       | 井之川慎太郎      | 鉄羅紀明 中矢雅樹 和田崇 渡辺明夫 | 9月26日       |

### 放送局（TV）
| 放送期間（または、放送体制） | 放送時間                 | 放送局                                       | 対象地域                                                    | 備考 |
| ---------------------------- | ------------------------ | -------------------------------------------- | ----------------------------------------------------------- | ---- |
| 1999年4月4日 - 9月26日       | 日曜 9時30分 - 10時00分  | テレビ大阪（制作局）ほか テレビ東京系列全6局 | 北海道・関東広域圏・愛知県・ 大阪府・岡山県・香川県・福岡県 |      |
| 遅れネット                   | 木曜 16時30分 - 17時00分 | 山形テレビ                                   | 山形県                                                      |      |

| テレビ大阪・テレビ東京系列 日曜9:30枠（1999年4月 – 9月） | テレビ大阪・テレビ東京系列 日曜9:30枠（1999年4月 – 9月） | テレビ大阪・テレビ東京系列 日曜9:30枠（1999年4月 – 9月） |
| 前番組                                                   | 番組名                                                   | 次番組                                                   |
| -------------------------------------------------------- | -------------------------------------------------------- | -------------------------------------------------------- |
| ガサラキ                                                 | それゆけ!宇宙戦艦ヤマモト・ヨーコ                        | ぐるぐるタウンはなまるくん                               |

### 関連商品

#### DVD
キングレコードより発売。『それゆけ!宇宙戦艦ヤマモト・ヨーコ』
- Mission:1 KIBA96 1999年9月22日発売
- Mission:2 KIBA97 1999年10月22日発売
- Mission:3 KIBA98 1999年11月26日発売
- Mission:4 KIBA99 1999年12月23日発売
- Mission:5 KIBA100 2000年1月28日発売
- Mission:6 KIBA101 2000年2月25日発売
- Mission:7 KIBA102 2000年3月24日発売
- Mission:8 KIBA103 2000年4月26日発売
- Mission:9 KIBA104 2000年5月24日発売

#### 書籍
- アニメディア編集部（編） 『Gakken Mook それゆけ!宇宙戦艦ヤマモト・ヨーコ』 学習研究社〈Gakken Mook Animedia Special〉、2000年1月31日発売[61]、ISBN 4-05-602244-5
  - テレビアニメ版のムック。